# Церковь Михаила Архангела (Сенное)
Церковь Михаила Архангела — православный храм Воронежской епархии. Расположена в селе Сенное Рамонского района Воронежской области.

## История
Сенное впервые отмечено в Дозорной книге 1615 года:
...Село Сенное за помещики, за детьми боярскими, а в селе церковь во имя Архангела Михаила древена...
Деревянную церковь, упомянутую в Дозорной книге, перестроили в 1650 году, а в 1800 году на её месте решили возвести каменную. По церковным книгам 1676 года, в селе дворов детей боярских — 42, крестьянских — 50, бобыльских — 28. Новая каменная церковь в Сенном была построена в 1880 году усилиями местных прихожан и освящена во имя святого архистратига Михаила. Церковь была однопрестольной. Приход составлял около 2400 человек. Библиотека храма насчитывала 26 томов. По данным Справочной книги для духовенства Воронежской Епархии за 1900 год, в штате церкви числился священник Алексей Стефанович Щербаков и псаломщик-дьякон Иоанн Долгин. Церковные земли включали в себя 36 десятин. Перед революцией священником в церкви служил Митрофан Павлович Слесарев. Последним священником церкви был Авсенев Тимофей Васильевич, репрессированный в 1933 году. В 1930-х годах храм был закрыт, а в 1937 году разрушен.
В настоящее время (2011 год) идет реставрация, оштукатурены фасады, отделано внутреннее помещение.

## Духовенство
- Настоятель храма - протоиерей Виталий Котаев[2]

## Современный статус
В настоящее время Церковь Михаила Архангела в с. Сенное постановлением администрации Воронежской области N 850 от 14.08.95 г. является объектом исторического и культурного наследия областного значения.

## Фотографии
|  |  |  |  |  |  |  |